# 25919 Comuniello
25919 Comuniello è un asteroide della fascia principale. Scoperto nel 2001, presenta un'orbita caratterizzata da un semiasse maggiore pari a 3,0826123 UA e da un'eccentricità di 0,0869779, inclinata di 9,78964° rispetto all'eclittica.